# 519年
| 千纪： | 1千纪                                                                                           |
| 世纪： | 5世纪 \| 6世纪 \| 7世纪                                                                         |
| 年代： | 480年代 \| 490年代 \| 500年代 \| 510年代 \| 520年代 \| 530年代 \| 540年代                       |
| 年份： | 514年 \| 515年 \| 516年 \| 517年 \| 518年 \| 519年 \| 520年 \| 521年 \| 522年 \| 523年 \| 524年 |
| 纪年： | 己亥年（猪年）；北魏神龜二年；柔然建昌十二年；南朝梁天监十八年；高昌义熙十年                    |

## 大事记
- 北魏洛陽兵變

## 出生
- 萧誉

## 逝世
- 任城王元澄